# Echtheitskritik
Als Echtheitskritik werden in textkritisch arbeitenden Disziplinen eine Reihe Methoden bezeichnet, um überlieferte Texte auf ihre Echtheit zu überprüfen und gegebenenfalls als Fälschung nachzuweisen.
Die Autorschaft, die es zu überprüfen gilt, ist dabei die im Text selbst enthaltene, d. h. alle impliziten oder expliziten Aussagen darüber, welcher Autor den Text verfasst hat und/oder aus welcher Zeit, von welchem Ort und aus welchem Kontext er stammt. Stammt ein Text nicht von dem Autor, von dem verfasst zu sein er vorgibt, gilt er als Fälschung; in diesem Fall ist nach Möglichkeit nachzuweisen, wer (wann, wo usw.) die Fälschung angefertigt hat. Davon zu unterscheiden sind Interpolationen (spätere Einfügungen in einen Text) und andere Überarbeitungen sowie die spätere Zuweisung eines Textes zu einem anderen als dem ursprünglichen Autor; auch Interpolationen und Fehlzuschreibungen können aber mit den Methoden der Echtheitskritik nachgewiesen werden.

## Philologien und Editionswissenschaft
Das Fach mit der längsten Tradition der Echtheitskritik ist die Philologie. Neben antiken und mittelalterlichen Vorläufern gilt vor allem der Humanismus als wichtige Epoche der Echtheitskritik. Im 18. und 19. Jahrhundert war die Altphilologie führend in der Entwicklung der Textkritik und erreichte große Erfolge beim Nachweis von interpolierten, gefälschten oder falsch zugeschriebenen Texten der Antike. Eine klassische Echtheitsdiskussion ist die erstmals von Friedrich August Wolf aufgeworfene sogenannte Homerische Frage, d. h. die Frage, ob Ilias und Odyssee das Werk eines Autors (eben Homers) sind oder nicht. Im 19. Jahrhundert entwickelten Philologen wie Karl Lachmann, Theodor Mommsen und Eduard Schwartz die heute noch üblichen Methoden der Echtheitskritik, der Textkritik und des kritischen Edierens. Das Erkennen späterer Einfügungen (Interpolationen) in einem echten Text galt damals und gilt noch heute als eines der schwierigsten Probleme der Textkritik. Für die moderne Editionswissenschaft ist die Echtheitskritik die entscheidende Aufgabe der Textkritik.
Typische philologische Methoden der Echtheitskritik sind sprachgeschichtliche und stilkritische Vergleiche, d. h. die Überprüfung, ob Wortschatz, Grammatik und Stil des Textes zu seinem angeblichen Urheber und seiner Zeit passen. Ein berühmtes Beispiel für eine sprachhistorische Echtheitskritik ist der Argumentation von Lorenzo Valla, dass die Konstantinische Schenkung gefälscht sein müsse, weil das verwendete Vokabular zur Zeit des angeblichen Verfassers, Konstantins des Großen, nicht oder nur mit anderen Bedeutungen verwendet wurde.

## Christliche Theologie
In der christlichen Theologie ist die Echtheitskritik zum einen für die Schriften der Kirchenväter, die Beschlüsse der Konzilien und die Schreiben der Päpste wichtig, zum anderen für die biblischen Schriften relevant und hat eine lage Tradition.
In Bezug auf die Bibel gilt die Echtheitskritik in der Theologie dabei teilweise als Teil der Literarkritik, nicht (wie in anderen Disziplinen) der Textkritik.

## Diplomatik
Die Urkundenlehre oder Diplomatik, heute als Historische Hilfswissenschaft Teil der Geschichtswissenschaft, war in der Frühen Neuzeit ein Teil der Rechtswissenschaften. Ihre zentrale Aufgabe war und ist die Überprüfung der Echtheit von Urkunden, oft im Rahmen von Gerichtsprozessen. Vor allem aus dem Mittelalter waren viele gefälschte Privilegien und andere Urkunden überliefert, deren Echtheit oder Falschheit weitreichende Folgen haben konnte (z. B. Stadtrechtsprivilegien, Steuerbefreiungen, Nobilitierungen). Im 17. und 18. Jahrhundert entwickelten Gelehrte wie Jean Mabillon die Methoden immer weiter und begründeten so die moderne Diplomatik. Eine typische Methode der diplomatischen Echtheitskritik ist die Frage, ob eine Urkunde ‚kanzleimäßig‘ ist, d. h. ob die in der jeweiligen Kanzlei üblichen Formeln, Beglaubigungsmittel, Datierungsweisen usw. verwendet wurden.
Ein berühmtes Beispiel einer Urkundenfälschung ist das Privilegium Maius, das oft in seiner Echtheit angezweifelt wurde, aber erst von Wilhelm Wattenbach endgültig als Fälschung nachgewiesen wurde.

## Rechtswissenschaften
In der Gegenwart müssen sich Gerichte meist nur dann mit Fragen der Echtheit beschäftigen, wenn es um Urkundenfälschung oder ähnliche Tatbestände geht. In der Frühen Neuzeit und im 19. Jahrhundert hingegen mussten Juristen in der Lage sein, Echtheitskritik in Bezug auf historische Rechtsquellen zu betreiben, da sowohl im weltlichen wie im kirchlichen Bereich Rechtsnormen aus der Antike bzw. dem Mittelalter geltendes Recht waren. In Deutschland galt das im Corpus Iuris Civilis enthaltene römische Recht der Antike bis zum Inkrafttreten des BGB am 1. Januar 1900 zumindest subsidiär. In der römisch-katholischen Kirche war das Corpus Iuris Canonici, das aus fünf Sammlungen spätantiker und mittelalterlicher Kanones bestand, bis zum Inkrafttreten des Codex Iuris Canonici im Jahr 1917 die Grundlage des Kirchenrechts. Im römischen Recht war vor allem das Problem der Interpolationen relevant, weniger Fälschungen; das Corpus Iuris Canonici hingegen enthielt einen erheblichen Anteil gefälschter Rechtstexte, darunter die Symmachianischen Fälschungen, die Konstantinische Schenkung, die Pseudoisidorischen Fälschungen und viele weitere gefälschte, verfälschte oder falsch zugeschriebene Dekretalen. Sowohl Romanisten als auch Kanonisten leisteten daher wichtige Beiträge zur Echtsheitskritik historischer Rechtstexte. Im Fall des katholischen Kirchenrechts war die Echtheitskritik dabei zwischenzeitlich (v. a. vom 16. Jahrhundert bis ca. 1940) durch Zensur eingeschränkt; Werke, die kirchliche Rechtsquellen als Fälschungen nachwiesen, wurden regelmäßig auf den Index gesetzt.
Heute ist die Rolle der historisch-kritischen Methode und der Echtheitskritik in der Rechtswissenschaft geringer, da sich ihre Anwendung im Wesentlichen auf die Rechtsgeschichte begrenzt.

## Geschichtswissenschaft
Eine besondere Rolle spielt die Echtheitskritik in den Geschichtswissenschaften. Wie in den Philologien und der Theologie spielt die gesicherte Echtheit eines Textes hier eine große Rolle für die Interpretation; stärker als in den anderen Fächern gelten in den Geschichtswissenschaften aber auch nachgewiesene Fälschungen unter Umständen als sehr wertvolle Quellen. Deshalb wird die Kritik der Echtheit oft an erster Stelle genannt, wenn die Rolle von Text- oder Quellenkritik in der Geschichtswissenschaft dargestellt wird.
In den Geschichtswissenschaften werden zur Echtheitskritik grundsätzlich die gleichen Methoden genutzt wie in der Philologie und der Diplomatik. Häufiger als diese haben sie es mit Fälschungen aus der jüngeren Vergangenheit zu tun. Ein sehr bekanntes Beispiel dafür sind die 1983 veröffentlichten Hitler-Tagebücher, die unter anderem dadurch als Fälschung nachgewiesen werden konnten, dass die Tagebücher Material (Papier, Bindung, Kordeln) verwendeten, das vor 1945 nicht verfügbar war.
Ein Beispiel für eine Fälschung, die auch und gerade seit Nachweis der Fälschung als interessante Quelle gilt, sind die sogenannten Pseudoisidorischen Fälschungen, eine umfangreiche Sammlung gefälschter, angeblich spätantiker Dekretalen und anderer Dokumente, die im 9. Jahrhundert mit großem Aufwand gefälscht wurden. Der Nachweis der Fälschung gelang vor allem dadurch, dass die Fälscher aus Quellen zitierten, die zum Zeitpunkt, an dem die gefälschten Papstbriefe angeblich verfasst wurden, noch nicht existierten. Während die Pseudoisidorischen Fälschungen damit als Quelle für die Spätantike wertlos geworden sind, sind sie seit dem Nachweis, dass sie im 9. Jahrhundert im Karolingerreich entstanden sein müssen, eine wichtige Quelle für die Geschichte dieser Epoche geworden.